# Derde divisie (voetbal Nederland)
De Derde Divisie is het vierde niveau van het Nederlands voetbal. Tot en met het seizoen 2015/16 was dit het derde niveau onder de naam Topklasse. 
Het niveau bestaat uit twee competities, een noordelijke en een zuidelijke afdeling. Daarvoor bestond het uit een afdeling voor zaterdagteams en een voor zondagteams. Vanuit de Derde Divisie is er promotie mogelijk naar de Tweede Divisie, dan wel degradatie naar de Vierde Divisie (voorheen de Hoofdklasse).
In de tijd dat het niveau Topklasse heette, was dit het hoogste amateurniveau binnen de voetbalpiramide. Promoveren naar het profniveau (Eerste Divisie) was wel mogelijk, maar gebeurde in de praktijk slechts twee keer.

## Geschiedenis
De Topklasse was bedoeld om als brug te dienen tussen het betaald voetbal en amateurvoetbal, om zo doorstroming tussen profs en amateurs mogelijk te maken. Degradatie vanuit de Eerste Divisie was immers sinds de opheffing van de Tweede Divisie na het seizoen 1970/71 niet meer mogelijk. Ook kon er geen promotie plaatsvinden op basis van sportieve gronden vanuit het amateurvoetbal. De voetbalclubs die in het recente verleden vanuit het amateurvoetbal in de Eerste Divisie zijn toegelaten, hebben dat vooral te danken aan regionale en/of historische redenen, ofwel aan een gedegen ondernemingsplan. Een dergelijk gesloten systeem was vrijwel nergens meer in Europa te vinden, zeker niet in de grotere voetballanden.
Hoewel met de invoering van de Topklasse in 2010 op papier een eind kwam aan het gesloten systeem van het betaald voetbal in Nederland, bleek er bij de clubs in de Topklasse weinig interesse in promotie naar de Eerste Divisie te bestaan. Enkel profclub FC Oss heeft als degradant uit de Eerste Divisie in 2009/10 en vervolgens eerste kampioen van de Topklasse zondag gebruikgemaakt van het promotierecht. De licentie-eisen voor het betaald voetbal en hoge extra kosten voor amateurverenigingen om de stap naar boven te maken, zorgden ervoor dat geen enkele amateurvereniging wilde promoveren onder de geldende voorwaarden. Toen de Eerste Divisie op de schop ging na enkele faillissementen in korte tijd, besloot Achilles '29 na het seizoen 2012/13 onder versoepelde voorwaarden de stap wél te maken.
Sinds het seizoen 2016/17 is echter de semi-professionele Tweede Divisie heringevoerd, waardoor doorstroming via een verplichte promotie/degradatieregeling een feit is. Ook de Topklasse onderging een naamswijziging. Vanaf dat seizoen kreeg de Topklasse de naam Derde Divisie. Dit is in verband met de duidelijkheid van de structuur: aan deelname van een divisie zijn licenties vereist. Wijzigingen aan de competitiestructuur werden er niet gedaan. De Derde Divisie bleef uit twee competities bestaan, een voor zaterdagteams en een voor zondagteams.
De scheiding tussen het zaterdag- en zondagvoetbal zou vanaf 2023 ook komen te vervallen in de Derde Divisie. Daardoor kan de competitie in twee regionale poules worden ingedeeld in plaats van op speeldag. Aan amateurverenigingen wordt vooraf aan het seizoen gevraagd of het de thuiswedstrijden op zaterdag of zondag wil afwerken. Van deze regel mag worden afgeweken door principiële zaterdagclubs die het recht behouden om op zaterdag te spelen.

## Algeheel amateurkampioenschap
Tot en met het seizoen 2015/16 streden de winnaars van beide Topklasse-competities om het algeheel kampioenschap. Voor de invoering van de Topklasse streden de winnaars van de Hoofdklasse om dit kampioenschap. Doordat het gat tussen het prof- en amateurniveau verkleind werd, werd er ook besloten om het algeheel amateurkampioenschap niet meer te houden.

## Promotie/degradatie

### Promotie naar Tweede Divisie
Situatie vanaf 2016
De KNVB voerde vanaf het seizoen 2016/17 de Tweede Divisie weer in, als brug tussen de amateur- en profafdeling. Het seizoen 2015/16 diende als overgangsjaar, waarbij uit beide Topklasses zeven clubs promoveerden naar de Tweede divisie, aangevuld met vier beloftenteams van profclubs. Vanaf dat moment werd promotie verplicht en zou de doorstroming tussen amateurs en profs vanaf seizoen 2016/17 werkelijkheid worden.
Na het overgangsjaar promoveren de kampioenen van beide Derde Divisies, terwijl de twee laagst geklasseerde clubs van de Tweede Divisie degraderen naar de Derde Divisie. De zes (vervangende) periodekampioenen van de Derde divisie en de nummers 15 en 16 van de Tweede Divisie spelen om twee plaatsen op het hoogste amateurniveau. Ook bestaat de Derde Divisie vanaf dat seizoen uit achttien clubs.
Situatie voor 2016
De winnaar van de finale om het algeheel amateurkampioenschap had het recht om te promoveren naar het betaald voetbal en kwam dan uit in de Eerste Divisie. Als deze club van dit recht op promotie gebruik wilde maken, moest zij aan minimale eisen van het betaald voetbal voldoen. Indien deze club van dit recht afzag, mocht de verliezend finalist van dit recht gebruikmaken. Alleen wanneer een club zou promoveren, degradeerde de nummer laatst van de Eerste divisie naar de Topklasse.
Alleen FC Oss en Achilles '29 hebben gebruikgemaakt van het promotierecht. De eerste club was het seizoen voor de oprichting van de Topklasse uit de Eerste Divisie gedegradeerd, de laatste club promoveerde onder versoepelde voorwaarden, nadat er wegens faillissementen twee plekken in de Eerste Divisie waren vrijgekomen.

### Degradatie naar de Hoofdklasse
Situatie vanaf 2016
De nummers 17 en 18 van beide afdelingen van de Derde Divisie degraderen sinds 2016/17 naar de Hoofdklasse. De nummers 15 en 16 uit de twee Derde Divisies spelen met de (vervangende) periodekampioenen uit de vier Hoofdklassen om twee plaatsen in beide Derde Divisies.
Situatie voor 2016
In beide Topklassen degradeerden de nummers 14 t/m 16. De nummer 13 speelde samen met de algehele periodekampioen van de drie verschillende Hoofdklassen nacompetitie om degradatie naar de Hoofdklasse te voorkomen en zich te handhaven in de Topklasse.
Aan het einde van het seizoen 2015/16 degradeerde alleen de nummer 16 van beide competities naar de Hoofdklasse en speelden de nummers 15 met de periodekampioenen de nacompetitie. Doordat WKE in het seizoen 2015/16 failliet ging, degradeerde er bij de zondag Topklasse echter geen enkele club rechtstreeks.

## Statistieken

### Kampioenen
Topklasse
| Seizoen | Kampioen zaterdag   | Kampioen zondag | Algemeen amateurkampioen | Promotie naar Eerste Divisie |
| ------- | ------------------- | --------------- | ------------------------ | ---------------------------- |
| 2010/11 | IJsselmeervogels    | FC Oss          | IJsselmeervogels         | FC Oss                       |
| 2011/12 | Spakenburg          | Achilles '29    | Achilles '29             | *                            |
| 2012/13 | Katwijk             | Achilles '29    | Katwijk                  | Achilles '29 **              |
| 2013/14 | Spakenburg          | AFC             | Spakenburg               | *                            |
| 2014/15 | Kozakken Boys       | FC Lienden      | FC Lienden               | *                            |
| 2015/16 | Excelsior Maassluis | FC Lienden      | Excelsior Maassluis      | ***                          |

* Beide teams zagen af van promotie naar de Eerste Divisie.

** Beide teams zagen af van reguliere promotie, maar Achilles promoveerde alsnog na herstructurering van de Eerste Divisie.

*** Geen promotie naar de Eerste Divisie mogelijk. Door herstructurering van de competities, promoveerden de zeven beste clubs van beide competities naar de Tweede Divisie.
Derde Divisie
| Seizoen | Kampioen zaterdag        | Kampioen zondag          |
| ------- | ------------------------ | ------------------------ |
| 2016/17 | IJsselmeervogels         | ASV De Dijk              |
| 2017/18 | Spakenburg               | Jong Vitesse             |
| 2018/19 | Noordwijk                | Jong FC Volendam         |
| 2019/20 | Geen kampioenen          | Geen kampioenen          |
| 2020/21 | Geen kampioenen          | Geen kampioenen          |
| 2021/22 | FC Lisse                 | OFC                      |
| 2022/23 | ACV                      | ADO '20                  |
|         | Kampioen Derde divisie A | Kampioen Derde divisie B |
| 2023/24 | RKAV Volendam            | BVV Barendrecht          |
| 2024/25 | IJsselmeervogels         | HSV Hoek                 |

### Aantal seizoenen (2010–2016)
| Aantal seizoenen (2010/11-2015/16) | Aantal seizoenen (2010/11-2015/16) |
| Club                               | /6                                 |
| ---------------------------------- | ---------------------------------- |
| AFC                                | 6                                  |
| Barendrecht                        | 6                                  |
| Capelle                            | 6                                  |
| EVV                                | 6                                  |
| HHC Hardenberg                     | 6                                  |
| IJsselmeervogels                   | 6                                  |
| JVC Cuijk                          | 6                                  |
| FC Lienden                         | 6                                  |
| FC Lisse                           | 6                                  |
| Rijnsburgse Boys                   | 6                                  |
| Spakenburg                         | 6                                  |
| De Treffers                        | 6                                  |
| VVSB                               | 6                                  |
| GVVV                               | 5                                  |
| HBS-Craeyenhout                    | 5                                  |
| HSC '21                            | 5                                  |
| WKE                                | 5                                  |
| Excelsior '31                      | 4                                  |
| Genemuiden                         | 4                                  |
| Haaglandia                         | 4                                  |
| Katwijk                            | 4                                  |
| Kozakken Boys                      | 4                                  |
| Scheveningen                       | 4                                  |
| UNA                                | 4                                  |
| Achilles '29                       | 3                                  |
| ADO '20                            | 3                                  |
| Excelsior Maassluis                | 3                                  |
| HVV Hollandia                      | 3                                  |
| Noordwijk                          | 3                                  |
| ONS Boso Sneek                     | 3                                  |
| ARC                                | 2                                  |
| Argon                              | 2                                  |
| FC Chabab                          | 2                                  |
| Gemert                             | 2                                  |
| Harkemase Boys                     | 2                                  |
| USV Hercules                       | 2                                  |
| FC Hilversum                       | 2                                  |
| Hoek                               | 2                                  |
| Koninklijke HFC                    | 2                                  |
| RKSV Leonidas                      | 2                                  |
| OJC Rosmalen                       | 2                                  |
| Quick '20                          | 2                                  |
| Sneek Wit Zwart                    | 2                                  |
| Sparta Nijkerk                     | 2                                  |
| Ajax (amateurs)                    | 1                                  |
| Baronie                            | 1                                  |
| Be Quick 1887                      | 1                                  |
| CSV Apeldoorn                      | 1                                  |
| DETO Twenterand                    | 1                                  |
| Dijkse Boys                        | 1                                  |
| DVS '33 Ermelo                     | 1                                  |
| HFC EDO                            | 1                                  |
| Flevo Boys                         | 1                                  |
| Jodan Boys                         | 1                                  |
| Juliana '31                        | 1                                  |
| Magreb '90                         | 1                                  |
| Montfoort                          | 1                                  |
| FC Oss                             | 1                                  |
| RVVH                               | 1                                  |
| SteDoCo                            | 1                                  |
| TEC                                | 1                                  |
| Ter Leede                          | 1                                  |
| UDI’19/CSU                         | 1                                  |

### Eeuwige ranglijsten Topklasse
Doordat de Derde Divisie sinds het seizoen 2016/17 het vierde niveau is geworden, zullen de eeuwige ranglijsten niet meer verder worden bijgewerkt. De onderstaande eeuwige ranglijsten hebben alleen betrekking op de seizoenen 2010/11–2015/16, waarin de Derde Divisie nog Topklasse heette en het hoogste amateurniveau was.
| Eeuwige ranglijst Topklasse zaterdagteams 2010–2016 | Eeuwige ranglijst Topklasse zaterdagteams 2010–2016 | Eeuwige ranglijst Topklasse zaterdagteams 2010–2016 | Eeuwige ranglijst Topklasse zaterdagteams 2010–2016 | Eeuwige ranglijst Topklasse zaterdagteams 2010–2016 | Eeuwige ranglijst Topklasse zaterdagteams 2010–2016 | Eeuwige ranglijst Topklasse zaterdagteams 2010–2016 | Eeuwige ranglijst Topklasse zaterdagteams 2010–2016 | Eeuwige ranglijst Topklasse zaterdagteams 2010–2016 | Eeuwige ranglijst Topklasse zaterdagteams 2010–2016 |
| pos | Club                                                | GS                                                  | W                                                   | G                                                   | V                                                   | P                                                   | DV                                                  | DT                                                  | DS                                                  |
| --- | --------------------------------------------------- | --------------------------------------------------- | --------------------------------------------------- | --------------------------------------------------- | --------------------------------------------------- | --------------------------------------------------- | --------------------------------------------------- | --------------------------------------------------- | --------------------------------------------------- |
| 1. | Spakenburg                                          | 180                                                 | 93                                                  | 38                                                  | 49                                                  | 317                                                 | 403                                                 | 266                                                 | +137                                                |
| 2. | Rijnsburgse Boys                                    | 180                                                 | 85                                                  | 48                                                  | 47                                                  | 303                                                 | 368                                                 | 257                                                 | +111                                                |
| 3. | HHC Hardenberg                                      | 180                                                 | 81                                                  | 27                                                  | 62                                                  | 300                                                 | 336                                                 | 257                                                 | +79                                                 |
| 4. | IJsselmeervogels                                    | 180                                                 | 80                                                  | 38                                                  | 62                                                  | 278                                                 | 323                                                 | 270                                                 | +53                                                 |
| 5. | Barendrecht *                                       | 180                                                 | 78                                                  | 41                                                  | 61                                                  | 269                                                 | 290                                                 | 246                                                 | +44                                                 |
| 6. | GVVV                                                | 150                                                 | 76                                                  | 23                                                  | 51                                                  | 251                                                 | 304                                                 | 229                                                 | +75                                                 |
| 7. | Capelle                                             | 180                                                 | 68                                                  | 44                                                  | 68                                                  | 248                                                 | 261                                                 | 252                                                 | +9                                                  |
| 8. | Katwijk                                             | 150                                                 | 73                                                  | 34                                                  | 45                                                  | 247                                                 | 316                                                 | 231                                                 | +85                                                 |
| 9. | FC Lisse                                            | 180                                                 | 64                                                  | 49                                                  | 67                                                  | 241                                                 | 279                                                 | 292                                                 | −13                                                 |
| 10. | Kozakken Boys                                       | 120                                                 | 64                                                  | 15                                                  | 41                                                  | 207                                                 | 245                                                 | 188                                                 | +57                                                 |
| 11. | Excelsior '31                                       | 120                                                 | 46                                                  | 20                                                  | 54                                                  | 158                                                 | 188                                                 | 233                                                 | −45                                                 |
| 12. | Scheveningen                                        | 120                                                 | 41                                                  | 58                                                  | 51                                                  | 151                                                 | 184                                                 | 193                                                 | −9                                                  |
| 13. | Excelsior Maassluis                                 | 90                                                  | 42                                                  | 20                                                  | 28                                                  | 146                                                 | 132                                                 | 130                                                 | 2                                                   |
| 14. | Genemuiden                                          | 120                                                 | 42                                                  | 20                                                  | 58                                                  | 146                                                 | 225                                                 | 268                                                 | −43                                                 |
| 15. | Noordwijk                                           | 90                                                  | 37                                                  | 24                                                  | 29                                                  | 135                                                 | 157                                                 | 147                                                 | +10                                                 |
| 16. | ONS Boso Sneek                                      | 90                                                  | 32                                                  | 14                                                  | 44                                                  | 110                                                 | 139                                                 | 193                                                 | −54                                                 |
| 17. | Harkemase Boys                                      | 60                                                  | 19                                                  | 9                                                   | 32                                                  | 66                                                  | 92                                                  | 113                                                 | −21                                                 |
| 18. | Hoek                                                | 60                                                  | 14                                                  | 14                                                  | 32                                                  | 56                                                  | 66                                                  | 101                                                 | −35                                                 |
| 19. | Sparta Nijkerk                                      | 60                                                  | 13                                                  | 17                                                  | 30                                                  | 56                                                  | 76                                                  | 122                                                 | −46                                                 |
| 20. | SV ARC                                              | 60                                                  | 11                                                  | 10                                                  | 39                                                  | 43                                                  | 78                                                  | 149                                                 | −71                                                 |
| 21. | DVS '33                                             | 30                                                  | 10                                                  | 9                                                   | 11                                                  | 39                                                  | 57                                                  | 53                                                  | +4                                                  |
| 22. | Jodan Boys                                          | 30                                                  | 9                                                   | 5                                                   | 16                                                  | 32                                                  | 38                                                  | 58                                                  | −20                                                 |
| 23. | CSV Apeldoorn                                       | 30                                                  | 8                                                   | 8                                                   | 14                                                  | 32                                                  | 46                                                  | 69                                                  | −23                                                 |
| 24. | SteDoCo                                             | 30                                                  | 8                                                   | 6                                                   | 16                                                  | 30                                                  | 41                                                  | 72                                                  | −31                                                 |
| 25. | Flevo Boys Emmeloord                                | 30                                                  | 7                                                   | 8                                                   | 15                                                  | 29                                                  | 40                                                  | 68                                                  | −28                                                 |
| 26. | Ajax (amateurs)                                     | 30                                                  | 6                                                   | 10                                                  | 14                                                  | 28                                                  | 38                                                  | 57                                                  | −19                                                 |
| 27. | SVZW                                                | 30                                                  | 7                                                   | 4                                                   | 19                                                  | 25                                                  | 36                                                  | 72                                                  | −36                                                 |
| 28. | RVVH                                                | 30                                                  | 6                                                   | 4                                                   | 20                                                  | 22                                                  | 32                                                  | 60                                                  | −28                                                 |
| 29. | Ter Leede                                           | 30                                                  | 6                                                   | 4                                                   | 20                                                  | 22                                                  | 32                                                  | 70                                                  | −38                                                 |
| 30. | Montfoort *                                         | 30                                                  | 4                                                   | 8                                                   | 18                                                  | 18                                                  | 34                                                  | 73                                                  | −39                                                 |
| 31. | DETO Twenterand                                     | 30                                                  | 2                                                   | 1                                                   | 27                                                  | 7                                                   | 18                                                  | 85                                                  | −67                                                 |
| * Punten in mindering (zijn in de ranglijst er al vanaf gehaald). - Barendrecht 6 punten in mindering, in het seizoen 2011/2012 - Montfoort 2 punten in mindering, in het seizoen 2011/2012 |                                                     |                                                     |                                                     |                                                     |                                                     |                                                     |                                                     |                                                     |                                                     |

| Eeuwige ranglijst Topklasse zondagteams 2010–2016 | Eeuwige ranglijst Topklasse zondagteams 2010–2016 | Eeuwige ranglijst Topklasse zondagteams 2010–2016 | Eeuwige ranglijst Topklasse zondagteams 2010–2016 | Eeuwige ranglijst Topklasse zondagteams 2010–2016 | Eeuwige ranglijst Topklasse zondagteams 2010–2016 | Eeuwige ranglijst Topklasse zondagteams 2010–2016 | Eeuwige ranglijst Topklasse zondagteams 2010–2016 | Eeuwige ranglijst Topklasse zondagteams 2010–2016 | Eeuwige ranglijst Topklasse zondagteams 2010–2016 |
| pos | Club                                              | GS                                                | W                                                 | G                                                 | V                                                 | P                                                 | DV                                                | DT                                                | DS                                                |
| --- | ------------------------------------------------- | ------------------------------------------------- | ------------------------------------------------- | ------------------------------------------------- | ------------------------------------------------- | ------------------------------------------------- | ------------------------------------------------- | ------------------------------------------------- | ------------------------------------------------- |
| 1. | De Treffers                                       | 179                                               | 81                                                | 40                                                | 58                                                | 283                                               | 331                                               | 245                                               | +86                                               |
| 2. | FC Lienden                                        | 177                                               | 81                                                | 39                                                | 57                                                | 282                                               | 290                                               | 252                                               | +38                                               |
| 3. | AFC                                               | 179                                               | 79                                                | 40                                                | 60                                                | 277                                               | 325                                               | 270                                               | +55                                               |
| 4. | VVSB                                              | 178                                               | 77                                                | 39                                                | 62                                                | 270                                               | 276                                               | 240                                               | +36                                               |
| 5. | EVV                                               | 178                                               | 72                                                | 47                                                | 59                                                | 263                                               | 231                                               | 205                                               | +26                                               |
| 6. | JVC Cuijk                                         | 178                                               | 75                                                | 34                                                | 69                                                | 259                                               | 307                                               | 277                                               | +30                                               |
| 7. | WKE                                               | 141                                               | 63                                                | 31                                                | 47                                                | 220                                               | 269                                               | 250                                               | +19                                               |
| 8. | HSC '21                                           | 149                                               | 60                                                | 35                                                | 54                                                | 215                                               | 290                                               | 251                                               | +39                                               |
| 9. | HBS-Craeyenhout                                   | 149                                               | 58                                                | 28                                                | 63                                                | 202                                               | 257                                               | 264                                               | −7                                                |
| 10. | Achilles '29                                      | 89                                                | 61                                                | 12                                                | 16                                                | 195                                               | 199                                               | 74                                                | +125                                              |
| 11. | VV UNA                                            | 119                                               | 55                                                | 26                                                | 38                                                | 191                                               | 238                                               | 174                                               | +64                                               |
| 12. | Haaglandia                                        | 119                                               | 51                                                | 18                                                | 50                                                | 171                                               | 253                                               | 233                                               | +20                                               |
| 13. | ADO '20                                           | 90                                                | 33                                                | 21                                                | 36                                                | 120                                               | 163                                               | 183                                               | −20                                               |
| 14. | HVV Hollandia                                     | 89                                                | 32                                                | 19                                                | 38                                                | 115                                               | 111                                               | 118                                               | −7                                                |
| 15. | Koninklijke HFC                                   | 59                                                | 28                                                | 15                                                | 66                                                | 99                                                | 113                                               | 84                                                | +29                                               |
| 16. | Hercules                                          | 60                                                | 19                                                | 20                                                | 21                                                | 77                                                | 77                                                | 94                                                | −17                                               |
| 17. | SV Argon                                          | 59                                                | 20                                                | 13                                                | 26                                                | 73                                                | 76                                                | 97                                                | −21                                               |
| 18. | RKSV Leonidas                                     | 60                                                | 18                                                | 13                                                | 29                                                | 67                                                | 90                                                | 140                                               | −50                                               |
| 19. | OJC Rosmalen                                      | 59                                                | 16                                                | 16                                                | 27                                                | 64                                                | 66                                                | 92                                                | −26                                               |
| 20. | FC Oss                                            | 29                                                | 17                                                | 11                                                | 1                                                 | 62                                                | 50                                                | 23                                                | +27                                               |
| 21. | FC Hilversum                                      | 58                                                | 15                                                | 17                                                | 26                                                | 62                                                | 65                                                | 103                                               | −38                                               |
| 22. | FC Chabab *                                       | 60                                                | 15                                                | 13                                                | 32                                                | 54                                                | 74                                                | 128                                               | −54                                               |
| 23. | SV TEC                                            | 30                                                | 16                                                | 5                                                 | 9                                                 | 53                                                | 48                                                | 33                                                | +15                                               |
| 24. | Quick '20                                         | 59                                                | 14                                                | 8                                                 | 37                                                | 50                                                | 73                                                | 130                                               | −57                                               |
| 25. | VV Gemert                                         | 58                                                | 12                                                | 12                                                | 34                                                | 48                                                | 57                                                | 105                                               | −48                                               |
| 26. | Sneek Wit Zwart                                   | 60                                                | 10                                                | 11                                                | 39                                                | 41                                                | 55                                                | 137                                               | −82                                               |
| 27. | Be Quick 1887                                     | 30                                                | 6                                                 | 9                                                 | 15                                                | 27                                                | 45                                                | 64                                                | −19                                               |
| 28. | Magreb '90                                        | 29                                                | 6                                                 | 7                                                 | 16                                                | 25                                                | 35                                                | 55                                                | −20                                               |
| 29. | SV Juliana '31                                    | 30                                                | 4                                                 | 8                                                 | 18                                                | 20                                                | 31                                                | 83                                                | −52                                               |
| 30. | VV Baronie                                        | 29                                                | 4                                                 | 6                                                 | 19                                                | 18                                                | 35                                                | 61                                                | −26                                               |
| 31. | HFC EDO                                           | 30                                                | 2                                                 | 6                                                 | 22                                                | 12                                                | 33                                                | 80                                                | −47                                               |
| 32. | Dijkse Boys                                       | 11                                                | 2                                                 | 1                                                 | 8                                                 | 7                                                 | 9                                                 | 27                                                | −18                                               |
| * Punten in mindering, deze punt(en) zijn in de ranglijst er al vanaf gehaald: - FC Chabab 1 punt in mindering, in het seizoen 2012/2013 - FC Chabab 3 punten in mindering, in het seizoen 2013/2014                                                                  |                                                   |                                                   |                                                   |                                                   |                                                   |                                                   |                                                   |                                                   |                                                   |
| Dijkse Boys en WKE zijn respectievelijk in het seizoen 2010/11 en 2015/16 uit de competitie gehaald en alle gespeelde wedstrijden ervan zijn ongeldig verklaard. Echter zijn deze wel geldig voor de statistieken en zijn daardoor opgenomen in de eeuwige ranglijst. |                                                   |                                                   |                                                   |                                                   |                                                   |                                                   |                                                   |                                                   |                                                   |

## Trivia
- De eerste wedstrijd die gespeeld werd in de Topklasse was de wedstrijd tussen FC Oss uit Oss en De Treffers uit Groesbeek. Deze wedstrijd werd op vrijdag 20 augustus 2010 gespeeld in de zondagtopklasse. Het duel eindigde in een 3-3 gelijk spel en Koen Garritsen scoorde namens De Treffers het eerste doelpunt in deze wedstrijd en daarmee ook het eerste doelpunt ooit in de (zondag)Topklasse.
- Lars Offringa scoorde het eerste doelpunt in de Topklasse zaterdag. Hij scoorde namens HHC Hardenberg al na 9 seconden tegen Katwijk.
- Zowel in het eerste (2010/2011), het tweede (2011/2012) als het derde (2012/2013) seizoen van de Topklasse zaterdag was Genemuiden de koploper na de eerste speelronde.
- Patrick Pothuizen kreeg tijdens de openingswedstrijd FC Oss tegen De Treffers op 20 augustus 2010 na 2 minuten de eerste gele kaart in de Topklasse.
- Rijnsburgse Boys - CSV Apeldoorn is tot op heden de doelpuntrijkste wedstrijd ooit in de Topklasse. Op 22 januari 2011 werd het 8-2 voor Rijnsburgse Boys. De wedstrijd tussen HBS en Argon eindigde in een 9-1 overwinning voor HBS.
- Ruben Wilson scoorde 6 keer namens Spakenburg in de uitwedstrijd op 9 oktober 2010 tegen CSV Apeldoorn, een record voor de topklasse. Arif Irilmazbilek wist dit op 9 maart 2013 namens Kozakken Boys tegen DETO Twenterand te evenaren. Op 5 april 2014 deed Raily Ignacio van Rijnsburgse Boys dit ook in de met 7-2 gewonnen wedstrijd tegen Spakenburg.
- Dominique Scholten is de enige speler die drie keer de Topklasse (Zondag) wist te winnen. In het seizoen 2010/11 met FC Oss en daarna tweemaal met Achilles '29.
- Achilles '29 is de eerste club die zijn Topklassetitel wist te prolongeren. De Groesbekers werden kampioen in 2012 en 2013.
- In het seizoen 2013/14 moest er na de reguliere competitie een beslissingswedstrijd gespeeld worden tussen GVVV en Spakenburg om te bepalen wie er kampioen werd van de zaterdag topklasse.

Topklasse (derde niveau): 2010/11 · 2011/12 · 2012/13 · 2013/14 · 2014/15 · 2015/16

Derde divisie (vierde niveau): 2016/17 · 2017/18 · 2018/19 · 2019/20 · 2020/21 · 2021/22 · 2022/23 · 2023/24 · 2024/25 · 2025/26
Bekers:
KNVB beker (amateurs) · Super Cup (amateurs) · Districtsbekers
Niveaus:
Tweede divisie · Derde divisie · Vierde divisie · 1e klasse · 2e klasse · 3e klasse · 4e klasse · 5e klasse · 6e klasse · 7e klasse · 8e klasse